# Andreas von Ihlenfeld
Andreas von Ihlenfeld (* um 1590; † um 1656) stammte aus mecklenburgischem Uradel und war ein Offizier im Dreißigjährigen Krieg.

## Leben
Über Ihlenfelds Kindheit und Jugend ist recht wenig bekannt.
Die Universitätsmatrikel von Greifswald verzeichnet Ihlenfeld am 7. Oktober 1603 und seinen Wechsel an die Universität Gießen am 7. August 1610.
Bereits 1633 wurde Ihlenfeld durch Fürst Ludwig I. von Anhalt-Köthen in die Fruchtbringende Gesellschaft aufgenommen. Der Fürst verlieh ihm den Gesellschaftsnamen der Braunlichte und die Devise Erweichet. Als Emblem wurde Ihlenfeld große Rosinen zugedacht. Im Köthener Gesellschaftsbuch findet sich Ihlenfelds Eintrag unter der Nr. 225. Dort ist auch das Reimgesetz verzeichnet, welches er anlässlich seiner Ernennung verfasst hatte:
Rosinen großer arth seind braunlich vnd erweichen
Was im Leib härtlich ist, Sie laßen nicht einschleichen
Den Vnrath der draus kömpt, drumb Braunlich ich mich hieß
Vnd von Rosinen farb, auch deßen bin gewiß
Das wer erweichen will der Menschen hartte wercke,
Der muß verlaßen nicht sich nurt auf seine stercke,
Dan mit gelindigkeit er fruchtet immermehr
Alß wan mit gegenhärt er nochso grausam wehr.
In seiner Funktion als schwedischer Statthalter der Stifte Magdeburg und Halberstadt ernannte Fürst Ludwig I. Ihlenfeld zum Obristen eines anhaltischen Regiments, welches unter dem Befehl von Herzog Wilhelm IV. von Sachsen-Weimar stand.
Im Februar 1634 intervenierte Johan Banér erfolgreich bei Axel Oxenstierna und Ihlenfeld wurde daraufhin als Obrist in ein mecklenburgisches Regiment versetzt.
Zusammen mit seinem Regiment wurde Ihlenfeld in Anhalt einquartiert, wo er bis zum Frühjahr 1635 auch blieb.
Nach dem derzeitigen Stand der Forschung sind Ursache und Jahr des Todes von Ihlenfeld unklar. Er könnte aber etwa 1655/1656 gestorben sein.